# Singularité isolée

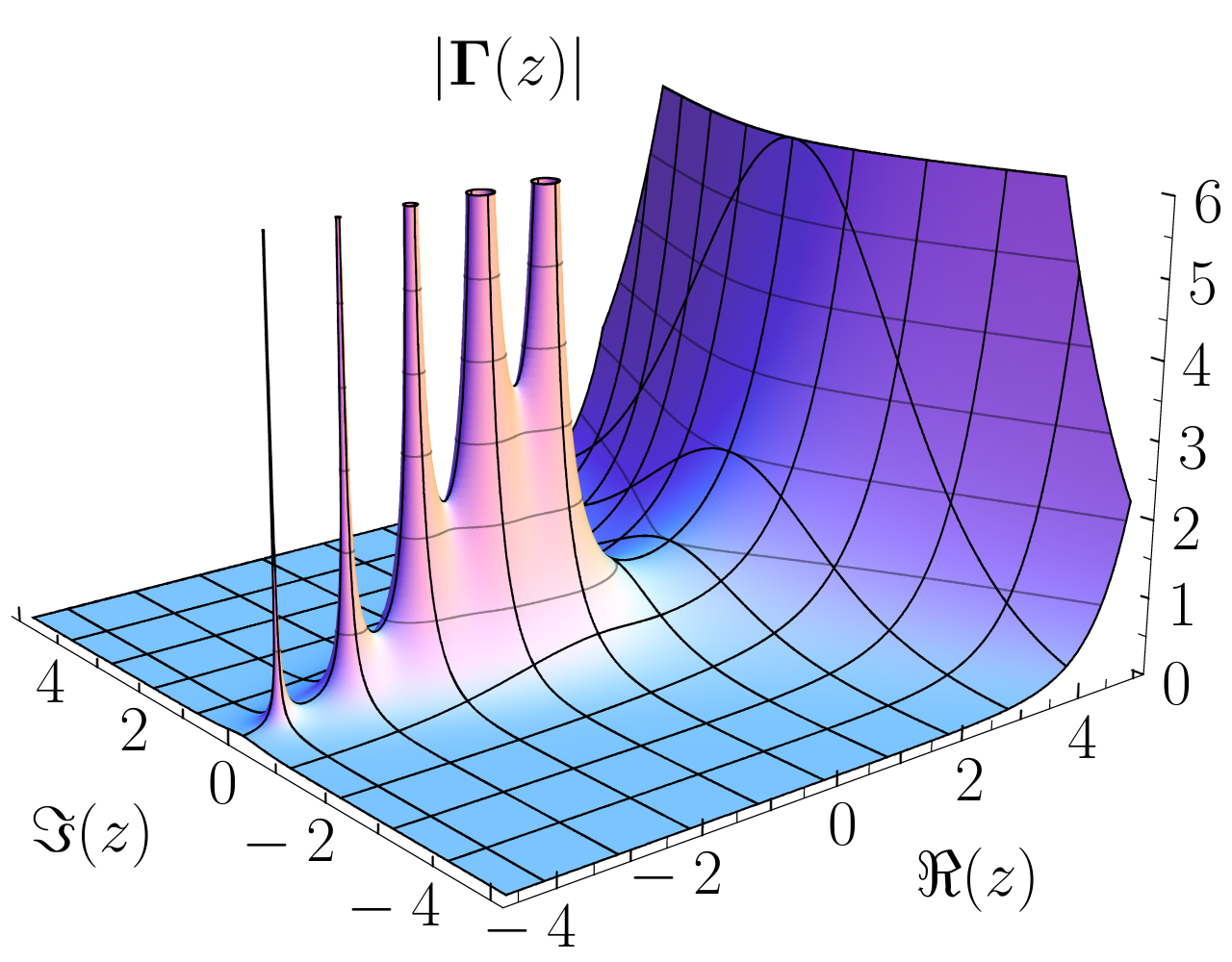
Tracé tridimensionnel de la valeur absolue de la fonction gamma complexe

En analyse complexe, une singularité isolée (appelée aussi point singulier isolé) d'une fonction holomorphe f est un point a du plan complexe, tel qu'il existe un voisinage ouvert U de a tel que f soit holomorphe sur U \ {a}. 
L'étude des singularités isolées d'une fonction holomorphe est fondamentale dans le calcul des résidus, notamment pour le théorème des résidus.
Les singularités isolées sont à distinguer d'autres singularités apparaissant en analyse complexe, comme les points de branchement et les coupures qui sont associées, comme c'est le cas pour les logarithmes complexes et les racines n-ièmes.
Les singularités isolées se classent en trois types : singularités effaçables (parfois appelées singularités apparentes), pôles et singularités essentielles.

## Classification
Considérons un ouvert {\displaystyle \Omega } du plan complexe, {\displaystyle a\in \Omega } un point de {\displaystyle \Omega } et {\displaystyle f\colon \Omega \setminus \{a\}\to \mathbb {C} } une fonction holomorphe. Le point {\displaystyle a} est par définition une singularité isolée (ou point singulier isolé). Trois cas peuvent alors se produire.

### Singularité effaçable
La singularité {\displaystyle a} de {\displaystyle f} est dite effaçable (ou apparente) si {\displaystyle f} se prolonge au voisinage de {\displaystyle a} en une fonction holomorphe. Autrement dit, on peut « effacer » la singularité {\displaystyle a} et étendre {\displaystyle f} en une fonction holomorphe définie au voisinage de {\displaystyle a}, que l'on note toujours en général, et de manière abusive, {\displaystyle f}. 
Théorème de prolongement de Riemann — Les conditions suivantes sont équivalentes :
1. La singularité {\displaystyle a} de {\displaystyle f} est effaçable.
2. {\displaystyle f} possède un prolongement continu en {\displaystyle z=a}.
3. Il existe un voisinage épointé de {\displaystyle a} sur lequel {\displaystyle f} est bornée.
4. {\displaystyle \lim _{z\to a}(z-a)f(z)=0}.

Par exemple, la fonction
{\displaystyle z\in \mathbb {C} ^{*}\longmapsto {\frac {\sin z}{z}}}
admet une singularité effaçable en {\displaystyle z=0}, puisqu'au voisinage de {\displaystyle z=0}, {\displaystyle \sin z\sim z} donc {\displaystyle f(z)\sim 1}, la fonction {\displaystyle f} reste bornée au voisinage de l'origine.
Si {\displaystyle a} est une singularité effaçable, alors le résidu de {\displaystyle f} en {\displaystyle a} est nul (la réciproque est fausse).

### Pôle
La singularité {\displaystyle a} est appelée un pôle de {\displaystyle f} si d'une part la singularité est non effaçable et d'autre part pour {\displaystyle n} entier suffisamment grand, la fonction {\displaystyle z\mapsto (z-a)^{n}f(z)} se prolonge en une fonction holomorphe en {\displaystyle a}. 
Le plus petit entier {\displaystyle n} possible est appelé l'ordre du pôle {\displaystyle a}. Il est donc strictement positif et caractérisé, d'après le théorème précédent, par le fait que lorsque {\displaystyle z} tend vers {\displaystyle a}, {\displaystyle (z-a)^{n}f(z)} tend vers une limite finie non nulle. 
De manière équivalente, {\displaystyle a} est un pôle si et seulement si {\displaystyle |f|} tend vers l'infini en {\displaystyle a}.
Les fractions rationnelles sont des exemples typiques de fonctions présentant des pôles. On peut aussi citer les célèbres fonctions gamma d'Euler et zêta de Riemann qui présentent toutes les deux des pôles.
Une fonction holomorphe n'admettant que des pôles comme singularités isolées est appelée une fonction méromorphe.

### Singularité essentielle
Si la singularité {\displaystyle a} n'est ni une singularité effaçable, ni un pôle, on dit que c'est une singularité essentielle. Si c'est le cas, le comportement de {\displaystyle f} au voisinage de {\displaystyle a} est très compliqué. En particulier, on peut citer le théorème de Weierstrass-Casorati et les deux théorèmes de Picard.
Par exemple, la fonction
{\displaystyle z\in \mathbb {C} ^{*}\longmapsto \exp \left({\frac {1}{z}}\right)}
a une singularité essentielle à l'origine.

## Série de Laurent
Si f est une fonction holomorphe sur un disque épointé D de centre {\displaystyle a} et de rayon r (c'est-à-dire le disque de centre {\displaystyle a} et de rayon r privé du point {\displaystyle a}), il existe une unique suite de complexes {\displaystyle (a_{n})_{n\in \mathbb {Z} }} telle que sur D:
{\displaystyle f(z)=\sum _{n=-\infty }^{+\infty }a_{n}{(z-a)}^{n}}
où la série converge normalement sur tout compact du disque épointé D.
On peut lire la nature de la singularité sur la suite des coefficients {\displaystyle a_{n}} d'indice strictement négatif:
| Nature de la singularité | Information sur les coefficients de la série de Laurent                  |
| ------------------------ | ------------------------------------------------------------------------ |
| Singularité effaçable    | Les coefficients an sont nuls pour les indices n<0                       |
| Pôle d'ordre k           | Les coefficients an sont nuls pour les indices n < -k et a-k ≠ 0         |
| Singularité essentielle  | Il existe une infinité d'indices négatifs n pour lesquels an est non nul |